# Pharsalia granulipennis
Pharsalia granulipennis är en skalbaggsart som beskrevs av Stefan von Breuning och De Jong 1941. Pharsalia granulipennis ingår i släktet Pharsalia och familjen långhorningar. Inga underarter finns listade i Catalogue of Life.